# Andy Ducat
Andy Ducat (Brixton, 16 febbraio 1886 – Londra, 23 giugno 1942) è stato un calciatore, allenatore di calcio e crickettista inglese, di ruolo attaccante.
È stato il capitano dell'Aston Villa dal 1919 al 1921. Morì a Londra, nel quartiere di St John's Wood.

## Palmarès

### Calcio

#### Giocatore

##### Club

###### Competizioni nazionali
- Coppa d'Inghilterra: 2

Aston Villa: 1912-1913, 1919-1920